# Prêmio Cavalo de Ouro
O Prêmio Cavalo de Ouro (chinês tradicional: 金馬獎; Pinyin: Jīnmǎ Jiǎng) é o mais prestigiado prêmio entregue em festival de cinema em língua chinesa. É realizado anualmente em Taipé, Taiwan.
O prêmio acolhe produções de diversas regiões e idiomas, buscando refletir a diversidade do cinema chinês contemporâneo.

## História e impacto
Fundado em 1962 pela Agência de Informação do Governo da República da China, o prêmio busca promover o cinema em mandarim. Seu nome é inspirado nas ilhas taiwanesas de Kinmen (金門) e Matsu (馬祖).
Em 1996, passou a aceitar filmes falados sobretudo em língua chinesa, independentemente do país de origem. A mudança consolidou o evento como referência para o cinema de Taiwan, Hong Kong e China continental.
É famoso por sua postura editorial independente, reconhecendo obras que geraram reações políticas, incluindo boicotes.

## Categorias de prêmio
| Nome em português             | Nome em chinês   | Ano de introdução |
| ----------------------------- | ---------------- | ----------------- |
| Melhor Filme                  | 最佳劇情片       | 1962              |
| Melhor Filme de Animação      | 最佳動畫長片     | 1977              |
| Melhor Documentário           | 最佳紀錄片       | 1962              |
| Melhor Curta-Metragem         | 最佳創作短片     | 1996              |
| Melhor Direção                | 最佳導演         | 1962              |
| Melhor Ator                   | 最佳男主角       | 1962              |
| Melhor Atriz                  | 最佳女主角       | 1962              |
| Melhor Ator Coadjuvante       | 最佳男配角       | 1962              |
| Melhor Atriz Coadjuvante      | 最佳女配角       | 1962              |
| Melhor Diretor Estreante      | 最佳新導演       | 2010              |
| Melhor Ator Estreante         | 最佳新演員       | 2000              |
| Melhor Roteiro Original       | 最佳原著劇本     | 1962              |
| Melhor Roteiro Adaptado       | 最佳改編劇本     | 1962              |
| Melhor Fotografia             | 最佳攝影         | 1962              |
| Melhores Efeitos Visuais      | 最佳視覺效果     | 1995              |
| Melhor Direção de Arte        | 最佳美術設計     | 1965              |
| Melhor Figurino e Maquiagem   | 最佳造型設計     | 1981              |
| Melhor Coreografia de Ação    | 最佳動作設計     | 1992              |
| Melhor Trilha Sonora Original | 最佳原創電影音樂 | 1962              |
| Melhor Canção Original        | 最佳原創電影歌曲 | 1962              |
| Melhor Montagem               | 最佳剪輯         | 1962              |
| Melhores Efeitos Sonoros      | 最佳音效         | 1962              |

| Nome em português                       | Nome em chinês         | Ano de introdução |
| --------------------------------------- | ---------------------- | ----------------- |
| Profissional do Cinema de Taiwan do Ano | 年度台灣傑出電影工作者 | 1997              |
| Prêmio do Público                       | 觀眾票選最佳影片       | 1992              |
| Prêmio pelo Conjunto da Obra            | 終身成就獎             | 1993              |

## Edições recentes
- Em 2020, o filme taiwanês 消失的情人節 (My Missing Valentine, tradução literal: O Dia dos Namorados Desaparecido) foi premiado como Melhor Filme, enquanto o diretor 陳玉勳 (Chen Yu-hsun) recebeu o troféu de Melhor Diretor.[6]

- Em 2021, o filme 濁水漂流 (Drifting, tradução literal: À Deriva) venceu como Melhor Filme, com o diretor 李駿碩 (Jun Li) recebendo o prêmio de Melhor Diretor.[7]

- Em 2022, o filme 智齒 (Limbo, tradução literal: Dente do Siso) conquistou o prêmio de Melhor Filme, enquanto o diretor 鄭保瑞 (Soi Cheang) recebeu o prêmio de Melhor Diretor.[8]

- Em 2023, 五月雪 (Snow in Midsummer, tradução literal: Neve em Maio) foi eleito Melhor Filme, e o diretor 雷原 (Lei Yuan) recebeu o prêmio de Melhor Diretor.[9]

- Em 2024, o filme chinês 一部未完成的電影 (An Unfinished Film, tradução literal: Um Filme Inacabado) venceu na categoria de Melhor Filme, e seu diretor 王晶 (Wang Jing) foi reconhecido como Melhor Diretor.[10]